# 2013年オーストラリアグランプリ
2013年オーストラリアグランプリは、2013年のF1世界選手権開幕戦として、2013年3月17日にアルバート・パーク・サーキットで開催された。正式名称は2013 Formula 1 Rolex Australian Grand Prix。

## 予選

### 展開
2013年開幕戦は、気まぐれな空模様に翻弄されるスタートとなった。金曜日のフリー走行は晴天に恵まれたが、土曜日の予選は激しい雨のためセッションが何度か中断された。Q1終了後に日没時刻を迎えたため、この時点で17位までのグリッドを確定し、日曜日の午前中にQ2・Q3を行う変則スケジュールに変更された。予選・決勝の同日開催は2004年日本GPと2010年日本GPに続く3回目となる。
この天候に泣かされ、今年デビューの新人はほとんどがQ1で脱落。前年王者であるセバスチャン・ベッテルを筆頭とする、ドライバーもマシンも実績がある面々が上位を取るという結果となった。レッドブルの2台がフロントローを独占し、メルセデスでの移籍初戦となるルイス・ハミルトンが3番手につけた。

### 結果
| 順位                                  | No. | ドライバー                 | チーム                         | Q1       | Q2       | Q3       | グリッド |
| ------------------------------------- | --- | -------------------------- | ------------------------------ | -------- | -------- | -------- | -------- |
| 1                                     | 1   | セバスチャン・ベッテル     | レッドブル・ルノー             | 1:44.657 | 1:36.745 | 1:27.407 | 1        |
| 2                                     | 2   | マーク・ウェバー           | レッドブル・ルノー             | 1:44.472 | 1:36.524 | 1:27.827 | 2        |
| 3                                     | 10  | ルイス・ハミルトン         | メルセデス                     | 1:45.456 | 1:36.625 | 1:28.087 | 3        |
| 4                                     | 4   | フェリペ・マッサ           | フェラーリ                     | 1:44.635 | 1:36.666 | 1:28.490 | 4        |
| 5                                     | 3   | フェルナンド・アロンソ     | フェラーリ                     | 1:43.850 | 1:36.691 | 1:28.493 | 5        |
| 6                                     | 9   | ニコ・ロズベルグ           | メルセデス                     | 1:43.380 | 1:36.194 | 1:28.523 | 6        |
| 7                                     | 7   | キミ・ライコネン           | ロータス・ルノー               | 1:45.545 | 1:37.517 | 1:28.738 | 7        |
| 8                                     | 8   | ロマン・グロージャン       | ロータス・ルノー               | 1:44.284 | 1:37.641 | 1:29.013 | 8        |
| 9                                     | 14  | ポール・ディ・レスタ       | フォースインディア・メルセデス | 1:45.601 | 1:36.901 | 1:29.305 | 9        |
| 10                                    | 5   | ジェンソン・バトン         | マクラーレン・メルセデス       | 1:44.688 | 1:36.644 | 1:30.357 | 10       |
| 11                                    | 11  | ニコ・ヒュルケンベルグ     | ザウバー・フェラーリ           | 1:45.930 | 1:38.067 |          | 11       |
| 12                                    | 15  | エイドリアン・スーティル   | フォースインディア・メルセデス | 1:47.330 | 1:38.134 |          | 12       |
| 13                                    | 18  | ジャン＝エリック・ベルニュ | トロ・ロッソ・フェラーリ       | 1:44.871 | 1:38.778 |          | 13       |
| 14                                    | 19  | ダニエル・リカルド         | トロ・ロッソ・フェラーリ       | 1:46.450 | 1:39.042 |          | 14       |
| 15                                    | 6   | セルジオ・ペレス           | マクラーレン・メルセデス       | 1:44.300 | 1:39.900 |          | 15       |
| 16                                    | 17  | バルテッリ・ボッタス       | ウィリアムズ・ルノー           | 1:47.328 | 1:40.290 |          | 16       |
| 17                                    | 16  | パストール・マルドナド     | ウィリアムズ・ルノー           | 1:47.614 |          |          | 17       |
| 18                                    | 12  | エステバン・グティエレス   | ザウバー・フェラーリ           | 1:47.776 |          |          | 18       |
| 19                                    | 22  | ジュール・ビアンキ         | マルシャ・コスワース           | 1:48.147 |          |          | 19       |
| 20                                    | 23  | マックス・チルトン         | マルシャ・コスワース           | 1:48.909 |          |          | 20       |
| 21                                    | 21  | ギド・ヴァン・デル・ガルデ | ケータハム・ルノー             | 1:49.519 |          |          | 21       |
| 予選通過タイム: 1:50.616 (107%ルール) |     |                            |                                |          |          |          |          |
| 22                                    | 20  | シャルル・ピック           | ケータハム・ルノー             | 1:50.626 |          |          | 221      |
| ソース:                               |     |                            |                                |          |          |          |          |

追記
- 太字は各予選セッションにおける最速タイム。
- 土曜日に行われるはずであった予選は降雨のためQ2,Q3を行うことができず、日曜日にQ2,Q3が行われた[4]。
- ^1 — ピックは107%タイムを下回ったがステュワートの判断により決勝レースへの出場が許可された。

## 決勝

### 展開
決勝はドライコンディションながらも曇り空で気温は低く、レース中に再び天候が崩れる可能性もあった。ザウバーのヒュルケンベルグのマシンが燃料漏れでグリッドにつくことができず、21台でスタートが切られた。ポールポジションからベッテルが好スタートを切ったが、2番グリッドのウェバーは標準ECUのトラブルにより出遅れた。
先頭のベッテルはスーパーソフトタイヤのデグラデーションが大きく思うようにペースが上がらず、僅差でフェラーリのマッサ・アロンソが追いかける状況となった。後方ではメルセデスのハミルトンとロズベルグがランデブー走行、やや離れてロータスのライコネンが7位を走行した。
1回目のピットストップでミディアムタイヤに履き替えた第2スティントも同じ状況となり、2ストップ作戦で挑んだフォース・インディアのスーティルに前を抑えられる羽目となった。この状況を打破するため、アロンソが早めに2回目のタイヤ交換を行い、ベッテル・マッサの前に出ることに成功した。
これにより実質のトップがアロンソに代わったと思われたが、1回目のタイヤ交換をアロンソと同時に行ったライコネンが2回目のタイヤ交換を遅らせたため、2回のピットストップで完走できる状況となった。
アロンソ・ベッテル・マッサの3台が3回目のピットストップを行ったため、この時点でライコネンが実質トップに立った。その後はアロンソがフレッシュタイヤで猛追すると、ライコネンがファステストラップラップで突き放してそのままフィニッシュ。新生ロータスとしては初の、オリジナルのチーム・ロータスを含めても1978年のマリオ・アンドレッティ以来の開幕戦勝利となった。タイヤをもっともうまく使用したライコネンは「僕にとって最も楽に獲得できた勝利のひとつだと思う」と語った。
以降のフィニッシュ順位は、2位アロンソ・3位ベッテルとチャンピオン経験者が表彰台を独占した。一時は首位に躍り出て見せ場を作ったスーティルは、最後のスティントで使ったスーパーソフトタイヤがうまく働かず順位を落としたものの、チームメイトのディ・レスタを従え7位でフィニッシュし、1年ぶりの復帰戦で健在ぶりをアピールした。フォースインディアの躍進とは反対にマクラーレンはペースが悪く厳しい戦いを強いられ、バトンが何とか9位でポイントを獲得したものの、ペレスはポイント圏内に届かない11位に終わった。

### 結果
| 順位    | No. | ドライバー                 | チーム                         | 周回数 | タイム / リタイア | グリッド | ポイント |
| ------- | --- | -------------------------- | ------------------------------ | ------ | ----------------- | -------- | -------- |
| 1       | 7   | キミ・ライコネン           | ロータス・ルノー               | 58     | 1:30:03.225       | 7        | 25       |
| 2       | 3   | フェルナンド・アロンソ     | フェラーリ                     | 58     | +12.451           | 5        | 18       |
| 3       | 1   | セバスチャン・ベッテル     | レッドブル・ルノー             | 58     | +22.346           | 1        | 15       |
| 4       | 4   | フェリペ・マッサ           | フェラーリ                     | 58     | +33.577           | 4        | 12       |
| 5       | 10  | ルイス・ハミルトン         | メルセデス                     | 58     | +45.561           | 3        | 10       |
| 6       | 2   | マーク・ウェバー           | レッドブル・ルノー             | 58     | +46.800           | 2        | 8        |
| 7       | 15  | エイドリアン・スーティル   | フォースインディア・メルセデス | 58     | +65.068           | 12       | 6        |
| 8       | 14  | ポール・ディ・レスタ       | フォースインディア・メルセデス | 58     | +68.449           | 9        | 4        |
| 9       | 5   | ジェンソン・バトン         | マクラーレン・メルセデス       | 58     | +81.630           | 10       | 2        |
| 10      | 8   | ロマン・グロージャン       | ロータス・ルノー               | 58     | +82.759           | 8        | 1        |
| 11      | 6   | セルジオ・ペレス           | マクラーレン・メルセデス       | 58     | +83.367           | 15       |          |
| 12      | 18  | ジャン＝エリック・ベルニュ | トロ・ロッソ・フェラーリ       | 58     | +83.857           | 13       |          |
| 13      | 12  | エステバン・グティエレス   | ザウバー・フェラーリ           | 57     | +1 Lap            | 18       |          |
| 14      | 17  | バルテッリ・ボッタス       | ウィリアムズ・ルノー           | 57     | +1 Lap            | 16       |          |
| 15      | 22  | ジュール・ビアンキ         | マルシャ・コスワース           | 57     | +1 Lap            | 19       |          |
| 16      | 20  | シャルル・ピック           | ケータハム・ルノー             | 56     | +2 Laps           | 22       |          |
| 17      | 23  | マックス・チルトン         | マルシャ・コスワース           | 56     | +2 Laps           | 20       |          |
| 18      | 21  | ギド・ヴァン・デル・ガルデ | ケータハム・ルノー             | 56     | +2 Laps           | 21       |          |
| Ret     | 19  | ダニエル・リチャルド       | トロ・ロッソ・フェラーリ       | 39     | エキゾースト      | 14       |          |
| Ret     | 9   | ニコ・ロズベルグ           | メルセデス                     | 26     | 電気系            | 6        |          |
| Ret     | 16  | パストール・マルドナド     | ウィリアムズ・ルノー           | 24     | スピン            | 17       |          |
| DNS     | 11  | ニコ・ヒュルケンベルグ     | ザウバー・フェラーリ           | 0      | 燃料系            | 11       |          |
| ソース: |     |                            |                                |        |                   |          |          |